# Henryk Grotowski
Henryk Grotowski (ur. 9 marca 1949 w Gnieźnie, zm. 11 kwietnia 2019) – polski hokeista na trawie, olimpijczyk.

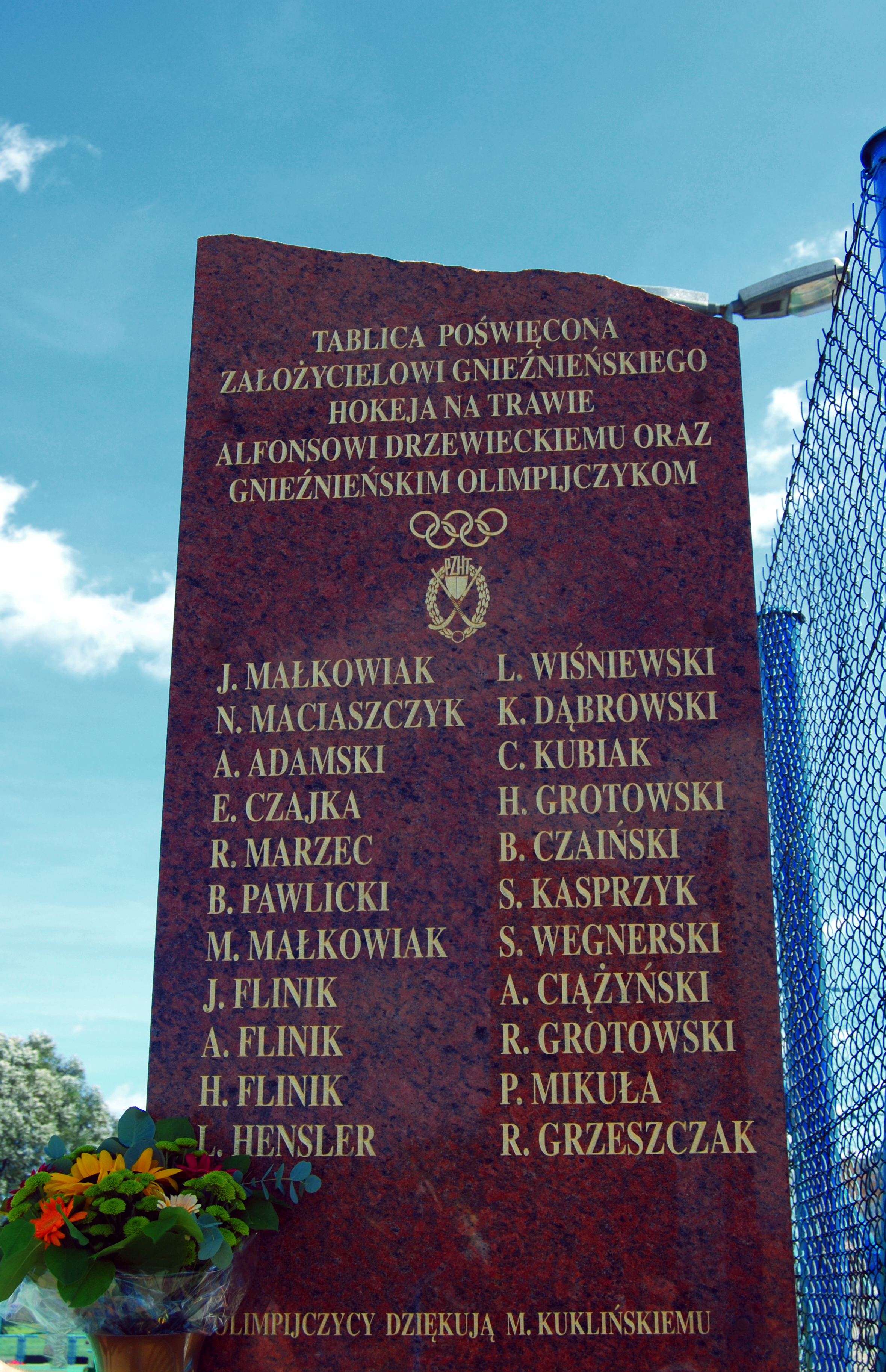
Tablica poświęcona Gnieźnienskim olimpijczykom,wśród nich Henryk Grotowski.

Pochodzi z rodziny mocno związanej z hokejem; syn Mariana (trenera) i Heleny z domu Dostatna, brat reprezentantów Polski Ryszarda i Piotra, ojciec olimpijczyka Rafała. Ukończył Zasadniczą Szkołę Zawodową w Gnieźnie (1967), uzyskując zawód ślusarza-mechanika. Do 1975 trenował w Stelli Gniezno (pod kierunkiem ojca Mariana), zdobywając tytuł mistrza Polski w 1974. Później bronił barw Lecha Poznań i z tym klubem świętował kolejne tytuły mistrzowskie – w 1977 i 1978. W 1978 powrócił do Stelli Gniezno, był tam również instruktorem.
Słynął jako skuteczny napastnik. W sezonie 1981/1982 otrzymał "Złotą laskę" dla najlepszego strzelca polskiej ligi (od Polskiego Związku Hokeja na Trawie i redakcji "Sportu"). W latach 1968–1976 wystąpił w 89 meczach reprezentacji narodowej i zdobył w tych spotkaniach 53 bramki. Brał udział w pierwszym starcie Polski w finałach mistrzostw świata (1975), dwukrotnie w finałach mistrzostw Europy (1970, 1974), a także w igrzyskach olimpijskich w Monachium (1972), na których polski zespół zajął 11. miejsce. Grotowski w turnieju olimpijskim strzelił 6 bramek.
Po zakończeniu kariery zawodniczej pracował jako trener, m.in. w Polskim Związku Hokeja na Trawie opiekował się kadrą juniorów młodszych. Otrzymał tytuł Mistrza Sportu. Działał na rzecz hokeja młodzieżowego w Polsce, m.in. jako organizator imprez. Z małżeństwa z Grażyną Kabacińską miał synów Rafała (uczestnika olimpiady w Sydney w 2000) i Mirosława (uprawia hokej na trawie w barwach Stelli Gniezno).